# Aljaksandr Sauko
Aljaksandr Sauko (oder Sauka; * 9. Januar 1967 in Swislatsch, Weißrussische SSR, Sowjetunion; † 22. Mai 2004 in Hrodna) war ein belarussischer Ringer.

## Werdegang
Aljaksandr Sauko begann im Alter von sieben Jahren mit dem Ringen. Er wurde Mitglied eines Ringersportvereins in Hrodna und entwickelte sich bei Trainer Uladsimir Warankou zu einem ausgezeichneten Freistilringer. Bei einer Größe von nur 1,67 m startete er im Mittelgewicht und wog ca. 85 kg. Er war als untersetzter, äußerst kraftvoller Typ, sehr schwer zu ringen. Als Junior feierte er einige bemerkenswerte Erfolge. So gewann er 1986 ein Junioren Weltcup-Turnier im kanadischen St. John’s im Mittelgewicht und wurde 1987 in Burnaby Junioren-Weltmeister im Mittelgewicht.
Bis zu einem Einsatz bei einer internationalen Meisterschaft bei den Senioren musste Aljaksandr Sauko wegen der enorm starken Konkurrenz in der damaligen Sowjetunion bis 1993 warten. Erst als Belarus selbständig geworden war, konnte er für dieses Land starten.
Bei der Europameisterschaft 1993 in Istanbul warf er den deutschen Meister Hans Gstöttner aus Halle aus dem Rennen und gewann die Bronzemedaille im Mittelgewicht. Bei der Weltmeisterschaft in Toronto im gleichen Jahr gewann Alexander in der 1. Runde erneut über Hans Gstöttner, musste aber nach einer Niederlage in der 2. Runde ausscheiden.
Bei der Europameisterschaft 1994 in Rom traf Sauko im Kampf um die Bronzemedaille zum dritten Mal auf Hans Gstöttner und musste sich diesem diesmal mit 1:3 Punkten geschlagen geben und mit dem 4. Platz zufrieden sein.
Nach dieser Europameisterschaft gelangen Aljaksandr Sauko bei internationalen Meisterschaften keine Medaillengewinne mehr. Das beste Ergebnis, das er noch erreichte, war der 6. Platz bei der Europameisterschaft 1996 in Budapest. Bei den Olympischen Spielen 1996 in Atlanta verlor er gegen Leslie Gutches aus den USA und gegen Mogamed Ibragimov aus Aserbaidschan und schied nach der 2. Runde aus.
Nach 1996 wandte sich Aljaksandr Sauko dem Submission Wrestling zu, bei dem bis zur Entscheidung gekämpft wird. Er kämpfte dabei für den Abu Dhabi Combat Club. Er starb 2004 an einem Herzinfarkt, während er für die Olympischen Spiele in Athen trainierte.

## Internationale Erfolge
(OS = Olympische Spiele, WM = Weltmeisterschaft, EM = Europameisterschaft, F = Freistil, Mi = Mittelgewicht, damals bis 82 kg Körpergewicht)
- 1986, 1. Platz, Junioren-Welt-Cup-Turnier in St. John’s/Kanada, F, Mi, vor David Lee, USA, Angel Anoya, Kuba und Alf Wurr, Kanada;
- 1987, 1. Platz, Junioren-WM in Burnaby/Kanada, F, Mi, vor Hiroaki Takagi, Japan, Krassimir Marinow, Bulgarien und Stefan Wagner, BRD;
- 1988, 1. Platz, „Yasar-Dogu“-Memorial in Istanbul, F, Mi, vor Necmi Gençalp, Türkei und Andrzej Radomski, Polen;
- 1989, 2. Platz, „Yasar-Dogu“-Memorial in Istanbul, F, Mi, hinter Kevin Jackson, USA und vor Erol Yıldırım, Türkei;
- 1990, 1. Platz, „Yasar-Dogu“-Memorial in Istanbul, F, Mi, vor Józef Niemic, Polen und Rocabi Kloumars, Iran;
- 1991, 2. Platz, „Yasar-Dogu“-Memorial in Istanbul, F, Mi, hinter Mehmet Turkaya, Türkei und vor Wesselin Sabaew, Bulgarien;
- 1993, 1. Platz, „Alexander Medwed“-Turnier in Minsk, F, Mi, vor Ruslam Chinyakov, Usbekistan, Maik van Arsdale, USA, Dschondo Modossian, Grusinien und Gari Modossian, Russland;
- 1993, 3.Platz, EM in Istanbul, F, Mi, hinter Rustem Kelechsajew, Russland und Sebahattin Öztürk, Türkei und vor Nicolae Ghiță, Rumänien, Dawit Churtia, Georgien und Alcide Legrand, Frankreich;
- 1993, 11. Platz, WM in Toronto, F, Mi, Sieger: Sebahattin Öztürk vor Saygid Katinovasov, Russland, Ruslam Kinchagov, Usbekistan  und Kevin Jackson, USA;
- 1994, 4. Platz, EM in Rom, F, Mi, hinter Rustem Kelechsajew, Lukman Schabrailow, Moldawien  und Hans Gstöttner, Deutschland und vor László Dvorák, Ungarn und Robert Eggertswyler, Schweiz;
- 1994, 9. Platz, WM in Istanbul, F, Mi, Sieger Lukman Schabrailow vor Sebahattin Öztürk und Hans Gstöttner;
- 1995, 7. Platz, EM in Freiburg im Üechtland, F, Mi, Sieger Mogamed Ibragimov, Aserbaidschan vor Serhij Gubrinjuk, Ukraine und Rassul Katinowassow;
- 1995, 28. Platz, WM in Atlanta, F, Mi, Sieger: Kevin Jackson vor Elmadi Schabrailow, Russland und Ruslam Kinchagov;
- 1996, 6. Platz, EM in Budapest, F, Mi, hinter Mogamed Ibragimov, László Dvorák, Chadschimurad Magomedow, Russland, Plamen Penew, Bulgarien und Serhij Gubrinjuk;
- 1996, 19. Platz, OS in Atlanta, F, Mi, Sieger: Chadschimurad Magomedow vor Yang Hyun-mo, Südkorea und Amir Reza Khadem, Iran